# Pompílio Gomes Sobrinho
Pompílio Gomes Sobrinho (1910—1995) foi um político brasileiro.
Foi eleito, em 3 de outubro de 1950, deputado estadual, pelo PSD, para a 38ª e 39ª Legislaturas da Assembleia Legislativa do Rio Grande do Sul, de 1951 a 1959.